# Bossteppe

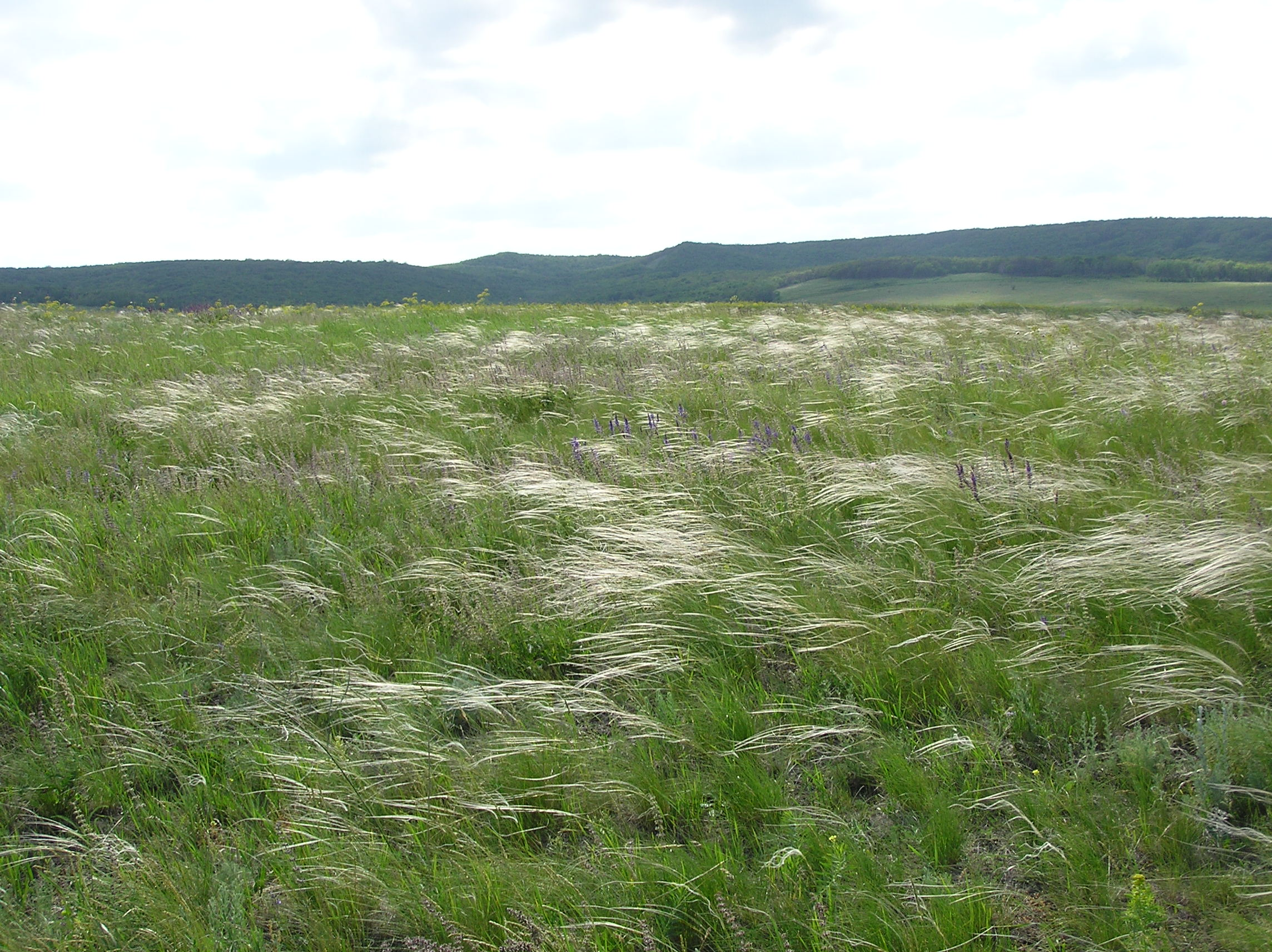
Bossteppegebied in de Russische oblast Saratov bij de stad Saratov

De bossteppe (Russisch: Лесостепь; [Lesostepj]) is een biotoop in de gematigde klimaatzone van het Noordelijk Halfrond, die gekenmerkt wordt door een combinatie bos met steppe. Grote stukken grasland worden hierbij afgewisseld met bosrijke gebieden (woodlands) en bossen. 
De bossteppe spreidt zich uit over Eurazië in een lange min of meer continue gordel over het gebied tussen de oostelijke hellingen van de Karpaten in het westen en de Altaj in het oosten. Ten westen en oosten daarvan wordt de gordel onderbroken onder invloed van bergketens. Losgelegen bossteppedelen bevinden zich aan de rand van de Pannonische vlakte, in een aantal intermontane bekkens in Zuid-Siberië, Mongolië, het Russische Verre Oosten, de Noord-Chinese vlakte (Sung-Liaovlakte) in het noordoosten van de Volksrepubliek China en op de Hoogland van Iran (in Iran bij de Kopet-Dag, de Elboers en het Zagrosgebergte en in Pakistan bij de Kuhrud-Kohbanan). In Noord-Amerika komt de bossteppe voor tot 38° NB op de Great Plains. Op het Zuidelijk Halfrond is de bossteppe afwezig.